# Mark Bryant
Mark Craig Bryant (né le 25 avril 1965 à Glen Ridge, New Jersey) est un joueur professionnel puis entraîneur américain de basket-ball. En tant que joueur, il évolue au poste d'ailier fort.
Après avoir passé sa carrière universitaire dans l'équipe des Pirates de Seton Hall, il est drafté en 21e position par les Trail Blazers de Portland lors de la draft 1988 de la NBA.